# Girth
A gráfelméletben akkor mondjuk, hogy egy gráf girth-e (ejtsd: [ɡɜːθ], magyarosan görsz) k, ha a gráfban található legrövidebb kör k hosszú.
Ha a gráf nem tartalmaz kört (erdő), akkor a girth-e végtelen.
A „girth” szakszónak nincs bejáratott magyar fordítása, néha a derékbőség vagy bőség kifejezést használják rá.
Tetszőleges k ≥ 2, g ≥ 3 esetén létezik k-reguláris g-girthparaméterű gráf, ezek közül a legkevesebb csúccsal rendelkező gráfokat nevezzük cage-gráfoknak.

## Példák
- Egy n hosszú kör girth-e n.
- Egy négyzetrács-gráf girth-e 4.
- Ha egy gráf klikkszáma legalább 3, akkor a gráf girth-e is 3.
- A {\displaystyle K_{n}} teljes gráf girth-e 3, ha {\displaystyle n\geq 3}.
- A {\displaystyle K_{m,n}} teljes páros gráf girth-e 4, ha {\displaystyle m\geq 2} és {\displaystyle n\geq 2}.

A Petersen-gráf girth-e 5.
A Heawood-gráf girth-e 6
A McGee-gráf girth-e 7.
A Tutte–Coxeter-gráf girth-e 8.

## A girthparaméter és akromatikus számkapcsolata
Ha egy gráf girth-e nagyobb, mint 3, akkor a gráf háromszögmentes, vagyis a klikkszáma legfeljebb kettő.
A klikkszám az egyik legismertebb és legegyszerűbb alsó becslése a kromatikus számnak. A klikkszám és kromatikus szám kapcsolatáról szóló egyik klasszikus eredmény (a Mycielski-konstrukció) szerint konstruálható olyan gráf, aminek a klikkszáma csak kettő, de a kromatikus száma tetszőlegesen nagy. Vagyis a klikkszám bár alsó becslése a kromatikus számnak, önmagában (más gráfparaméterek használata nélkül) nem alkalmas a kromatikus szám felső becslésére. Az általánosabb állítást, miszerint tetszőleges a és b egész számokra létezik a girth-ű és b kromatikus számú gráf, Erdős Pál bizonyította először a valószínűségi módszer segítségével. Így a kromatikus számhoz hasonlóan a girth sem használható önmagában (más gráfparaméterek használata nélkül) a kromatikus szám felső becslésére.